# Lasiambia rondani
Lasiambia rondani is een vliegensoort uit de familie van de halmvliegen (Chloropidae). De wetenschappelijke naam van de soort is voor het eerst geldig gepubliceerd in 1854 door A. Costa.